# Лазар Кенков
Лазар Димитров Кенков е български революционер, деец на Вътрешната македоно-одринска революционна организация.

## Биография
Кенков е роден в 1859 или 1860 година в костурското село Косинец, тогава в Османската империя, днес Йеропиги, Гърция. Баща му Димитър Кенков е кмет на Косинец, който след убийството на жандармерийския чаушин Зюлфу в кулите при Бей бунар в 1902 година, е арестуван заедно с Янаки Палчев и изтезаван. Затворен е в Корча, където след една година умира. Лазар Кенков се присъединява към ВМОРО и на 31 май 1903 година участва в голямото сражение при Локвата и Виняри с войска от Билища и Костур. По време на Илинденско-Преображенското въстание през лятото на 1903 година се сражава в Косинската чета на брат му Георги Кенков. Заедно с нея участва във всички сражения с османските войски от нападението над помашкото село Жервени.
При потушаването на въстанието и опожаряването на Косинец се опитва заедно с Кането Ниновски и Ставро Пинзо да възспира грабежите на башибозука от околните села.
По време на Първата световна война бяга в Албания и на 15 ноември 1916 година постъпва доброволец в Партизанския отряд на Единадесета пехотна македонска дивизия, командван от Никола Лефтеров. В сражението при текето при Виткук е ранен в дясната ръка. Междувременно в 1917 година къщата им е ограбена от гърците и жена му, снаха му и другите му роднини са арестувани, затворени в Костур и изтезавани два месеца. След войната емигрира в Свободна България и се установява във Варна.
На 5 март 1943 година подава молба за българска народна пенсия, която е одобрена и пенсията е отпусната от Министерския съвет на Царство България.